# Отто (Вайоминг)
Отто (англ. Otto) — невключённая территория в округе Биг-Хорн, Вайоминг (США). Находится недалеко от реки Грейбулл на шоссе Вайоминг 30(«WYO 30») между Бигхорнским Бассейном и Берлингтоном.

## Этимология
Территория была названа в честь Отто Франка, крупного местного скотовода, который владел ранчо в Бигхорнском Бассейне.

## Образование
Государственное образование в Отто обеспечивает «Школьный округ округа Биг Хорн № 1». Школьный округ включает в себя 3 школы: 1-6 классы, 7-8 классы и 9-12 классы. Все три школы расположены в соседнем городе Берлингтон.
Отто — это в основном фермерское сообщество, окруженное множеством орошаемых полей. Основными культурами являются; кукуруза, сахарная свекла, бобы и зерно.
В общине Отто есть парк, бейсбольное поле, футбольное поле, игровое оборудование и скамейки для пикника.